# Delphish
Delphish je program koji štiti korisničke podatke. To je besplatna ekstenzija protiv pecanja za program Microsoft Outlook i Outlook Express, koja je integrirana kao traka sa opcijama (toolbar).
Delphish omogućava korisniku da proveri autora i zemlju porekla sumnjivih elektronskih poruka. Otkriva eventualne skrivene linkove, obaveštava korisnika o poreklu i operateru internetskih stranica na koje vode linkovi, te analizira celu elektronsku poruku.
Delphish je stvorio i razvio tim koji je napravio poznatiji sigurnosni program SaferSurf, pod Nutzwerkom, nemačkim softverskim preduzećem sa sedištem u Lajpcigu koje razvija internetske tehnologije.

## Karakteristike
Delphish ima razne karakteristike:
- Provera elektronske pošte: U prvom koraku sumnjive se poruke poređuju sa poznatim porukama koje pecaju. Ako nema preklapanja, sledeći je korak procena rizika za sve linkove u poruci.
- Prikaz stanja: Traka sa opcijama Delphisha prikazuje da li je odabrana poruka već proverena i kako ju je Delphish klasifikovao.
- Otpaci: Poruka prepoznata kao pecanje premešta se u zasebni direktorijum da korisnik ne bi slučajno aktivirao link u poruci.
- Podešavanja: Ovde korisnik može promeniti jezik, uneti proksi server ili kontrolirati prikaz stanja.
- Statistika: Korisni podaci o elektronskoj pošti. Na primer, korisnik može videti deset domena koji su mu najviše slali poruke za pecanje.
- Geolokacija: Geopodaci se detektuju za svaki link u poruci i prikazuju kao zastavica da korisnik vidi poreklo servera na koji vodi link.
- WHOIS: Za svaki testirani link korisniku se daju informacije o vlasnicima, administratorima i datumu registracije domena.

## Recenzije
Delphish je objavljen 2007., a recenzije su bile pozitivne.
Ghacks je rekao: "Možete koristiti Delphish kao prvu liniju obrane protiv pecanja, ali pobrinite se da možete i sami analizirati poruke."
Computerwoche je pisao: "Iako Delphish nije obuhvatan paket za zaštitu od pecanja, pokazao se kao koristan i informativan alat."
IT SecCity je prokomentarisao: "Sada korisnik može lično proceniti opasnost od svakog linka, jer dobiva detaljne informacije o svakom linku, kao što su njegov realni cilj, vrsta, popularnost, starost, vlasnici domena itd."
Online PC je rekao: "[Delphish] daje prednosti automatskog prepoznavanja i razvija korisnikovu svest o bezbednom i odgovornom korištenju elektronske pošte."

## Spoljašnje veze
- Zvanična stranica Архивирано на веб-сајту  (8. децембар 2015) (језик: немачки)